# Himalajska cedra
Himalajska cedra (znanstveno ime Cedrus deodara) je samorasli iglavec Himalaje, Afganistana, Pakistana in Belučistana. Ta vrsta cedre je nacionalni simbol Pakistana.

## Opis
Slovensko ime je drevo dobilo po rastišču, kjer je samoniklo, znanstveno ime pa izvira iz sanskrtske besede devadara, ki pomeni »drevo bogov«. To ime se je drevesa prijelo, ker se pogosto pojavlja v hindujski mitologiji.
Himalajska cedra je mogočno drevo, ki zraste do višine 50 metrov in ima značilno piramidasto krošnjo, ki je proti vrhu nagnjena. Glavne veje so ravne, proti koncu pa se tanjšajo in visijo proti tlem.
Listi so 2,5 do 5 cm dolge mehke iglice. Storži so stožčasti in nakoncu jajčasto zaokroženi, dolgi pa so od 7-12 cm. Sprva so vijolične, kasneje pa rjave barve in so prekriti z gladkimi luskami. Zorijo dve leti, nato pa se odprejo in izpustijo semena. 

## Razširjenost in uporabnost
Himalajska cedra je samorasla v Aziji, kjer je najbolj pogosta na nadmorskih višinah od 1100 do 1400 m, najdemo pa jo vse do nadmorske višine 3200 metrov. Kasneje so to drevo prenesli tudi v Evropo, kjer dobro uspeva v Sredozemlju. Zaradi svojega atraktivnega izgleda je priljubljeno okrasno drevo.
Razmnožuje se s semeni, les tega drevesa pa je izjemno cenjen v Aziji, kjer ga uporabljajo pri gradnji pagod in izdelovanju lesenih kipov. Les Himalajske cedre je bil izjemno cenjen tudi v starem Egiptu, kjer so iz njega izdelovali sarkofage.